# Tomahawk (montaña rusa)
Tomahawk es el nombre de una montaña rusa de madera infantil del parque temático PortAventura Park. Fue inaugurada el 17 de marzo de 1997, en conjunto con Stampida,  con la que se entrecruza numerosas veces.

## Descripción
Se inauguró en 1997 a la vez que Stampida.
La atracción es muy voluminosa por ser de madera y además entrecruzarse con Stampida, la versión para adultos de Tomahawk. En 2015, se colocaron trenes nuevos, naranjas, más espaciosos, suaves y cómodos.

## Recorrido
El recorrido inicia con una curva a derechas de 180° para encarar la cadena que te sube hasta 14 metros. La subida la sigue una bajada y una subida, una vez arriba el tren gira a la izquierda y se hace una larga curva peraltada con subidas y bajadas paralela a las vías de Stampida. Una vez finalizada la curva se gira a derechas para encarar la estación, antes de llegar a la estación se hace una bajada pronunciada donde se hace la foto y se llega a los frenos finales.

## Argumento
Los indios americanos te acechan en las afueras de Penitence. ¡Escapa a toda velocidad de los tomahawks de los indios en estas vagonetas!

## Ficha
| Fecha de inauguración           | 17 de marzo de 1997                               |
| Zona del Parque                 | Far West                                          |
| Tipo                            | Montaña rusa de madera                            |
| Fabricante                      | CCI (Custom Coasters International, Inc.)         |
| Diseño                          | Dennis McNulty, Larry Bill                        |
| Estado actual                   | Abierta                                           |
| Altura y caída máxima           | 13,4 m                                            |
| Longitud del recorrido          | 440,1 m                                           |
| Duración del recorrido          | 1 minuto 10 segundos aprox                        |
| Velocidad máxima                | 48,3 km/h                                         |
| Nº máximo de trenes simultáneos | 2                                                 |
| Capacidad por tren              | 16                                                |
| Colores empleados               | trenes amarillos                                  |
| Foto/Video On Ride              | Sí/No                                             |
| Servicio Express                | No                                                |
| Altura Mín.                     | 1 m (entre 1 m y 1,20 m acompañados de adulto/ No |
| Tipo Frenada                    | Frenos hidráulicos                                |
| Sistema de subida               | Cadenas                                           |
| Acceso con movilidad reducida   | Sí                                                |
| Coste                           | 2 Millones de €                                   |

## Accidentes
El 11 de febrero de 2024, a las 11:25 aproximadamente, uno de los trenes chocó con un árbol que se había desprendido dejando 14 heridos, dos de ellos en estado grave. La atracción se cerró y el resto del parque siguió su operativa con normalidad. 